# Alchemilla neglecta
Alchemilla neglecta é uma espécie de rosácea do gênero Alchemilla, pertencente à família Rosaceae.